# Городское поселение имени Цюрупы
Городско́е поселе́ние имени Цюру́пы — упразднённое муниципальное образование в Воскресенском муниципальном районе Московской области.
Административным центром был рабочий посёлок имени Цюрупы.

## История
Образовано в ходе муниципальной реформы, в соответствии с Законом Московской области от 29.12.2004 года № 199/2004-ОЗ «О статусе и границах Воскресенского муниципального района и вновь образованных в его составе муниципальных образований».
4 мая 2019 года Воскресенский муниципальный район был упразднён, а все входившие в него городские и сельские поселения объединены в новое единое муниципальное образование — городской округ Воскресенск.

## География
Расположено в северной части Воскресенского района. На юге граничит с сельским поселением Ашитковским, на западе — с городским поселением Белоозёрский, на севере и востоке — с сельским поселением Соболевским Орехово-Зуевского муниципального района. Площадь территории городского поселения составляет 3691 га.

## Население
| 2006  | 2007  | 2008  | 2009  | 2010  | 2011  |
| ----- | ----- | ----- | ----- | ----- | ----- |
| 4596  | ↘4571 | ↘4162 | ↗4530 | ↗4629 | ↗4632 |
| 2012  | 2013  | 2014  | 2015  | 2016  | 2017  |
| →4632 | ↘4581 | ↗4589 | ↗4613 | ↗4654 | ↘4615 |
| 2018  | 2019  |       |       |       |       |
| ↘4603 | ↘4602 |       |       |       |       |

## Населённые пункты
В состав городского поселения входят посёлок им. Цюрупы и 3 населённых пункта упразднённой административно-территориальной единицы — Ашитковского сельского округа:
| Вид             | Наименование | Население, 2006 | ОКАТО          |
| --------------- | ------------ | --------------- | -------------- |
| деревня         | Дворниково   | 185             | 46 206 802 003 |
| деревня         | Знаменка     | 84              | 46 206 802 005 |
| рабочий посёлок | им. Цюрупы   | 5934            | 46 206 580     |
| деревня         | Марьинка     | 93              | 46 206 802 004 |

## Власть
Число депутатов в представительном органе городского поселения им. Цюрупы определено в соответствии с законом Московской области от 30 марта 2005 г. № 96/2005-ОЗ «Об обеспечении реализации отдельных положений Федерального закона „Об общих принципах организации местного самоуправления в Российской Федерации“» и составляет 10 человек.

## Образование
Среднее образование :
- МОУ Средняя общеобразовательная школа № 13[21]

Дошкольное образование :
- МДОУ Детский сад №12

## Символика

### Флаг
Утверждён решением Совета депутатов муниципального образования «городского поселения имени Цюрупы» Воскресенского района Московской области от 28 февраля 2007 года № 68/18, внесён в Государственный геральдический регистр Российской Федерации под № 3127.
Описание:
Флаг представляет собой красное полотнище с соотношением сторон 2:3, с жёлтым треугольником, две вершины которого совпадают с углами полотнища со стороны свободного края, а третья расположена на его нижнем крае (на расстоянии 3/5 длины полотнища от свободного края), и с изображением в центре, вплотную к треугольнику, полуфигуры льва с мечом и пучком змей в лапах, в жёлтом, белом и чёрном цветах.

### Герб
Утверждён решением Совета депутатов муниципального образования «городского поселения имени Цюрупы» Воскресенского района Московской области от 28 февраля 2007 года № 67/18, внесён в Государственный геральдический регистр Российской Федерации под № 3126.
Описание:
В червёном поле золотой лев, выходящий из-за золотого откошенного нижнего левого угла и держащий в правой лапе серебряный меч, а в левой семь чёрных змей.